# سن-فلیکس-دو-کینگسی، کبک
سن-فلیکس-دو-کینگسی (به فرانسوی: Saint-Félix-de-Kingsey) شهری در منطقه شهری درومون ناحیه سانتر-دو-کبک در استان کبک کانادا است. در سرشماری سال ۲۰۱۱ این شهر ۱٬۵۱۷ نفر جمعیت داشته‌است و مساحت آن ۱۲۵٫۳۸ کیلومتر مربع است.